# Distretto di Tong
Il distretto di Tong (in kirghiso Тоң району?, Toŋ rayonu) è un distretto (raion) del Kirghizistan con  capoluogo Bökönbaev.